# Малалли, Алан
Алан Роджер Малалли (англ. Alan Roger Mulally; род. 4 августа 1945, США) — американский инженер и бизнесмен, член совета директоров корпорации Google Inc..
Известен как специалист по спасению корпораций от краха. За свою карьеру он дважды спасал крупные компании от краха: Ford Motor — в которой он был генеральным директором в 2006—2014 годах и Boeing Commercial Airplanes (BCA) — в которой он работал до этого.
Достижения Малалли на Ford запечатлены в книге Брайса Хоффмана «Американская икона: Алан Малалли — бороться, чтобы спасти Ford Motor Company» (2012).

## Биография
Родился в 1945 году в Окленде, Калифорния.
В 1969 году окончил Канзасский университет по специальности инженер аэрокосмической промышленности.
В 1982 году получил диплом магистра управления Массачусетского технологического института.
В 1969 году поступил инженером в компанию Boeing. Участвовал в разработке самолётов серий 727, 737, 747, 757 и 767.
Позже работал вице-президентом по инжинирингу и руководил программой создания самолётов серии Boeing 777.
В 1998 году назначен президентом подразделения коммерческих самолётов — Boeing Commercial Airplanes.
В 2001 году стал исполнительным вице-президентом компании Boeing.
В сентябре 2006 года назначен генеральным директором и членом совета директоров компании Ford Motor Company.
Компания Ford, которая боролась в течение конца 2000-х годов с рецессией, вернулась к прибыльности именно благодаря Малалли.
В октябре 2013 года руководство автогиганта Ford собиралось для обсуждения будущих планов компании и планов лично самого Малалли. В высокотехнологичной сфере ходят слухи о том, что после ухода Стива Баллмера с поста CEO Microsoft, одной из наиболее вероятных кандидатур на вакантную должность является нынешний гендиректор Ford Motor Алан Малалли.
1 июля 2014 года уволился из компании Ford. А 9 июля уже был официально назначен членом совета директоров корпорации Google Inc. и будет работать в комитете по аудиту Google.

### Награды и признание
- В 2005 году журнал «BusinessWeek» поместил имя Алана Малалли в список «лучших руководителей»;
- В 2006 году был назван «Человеком года» по версии журнала «Aviation Week»;
- В 2009 году был назван одним из «самых влиятельных людей в мире» журналом «Time»;
- J. C. Hunsaker Award in Aeronautical Engineering (2015)[6]
- В 2017 году получил Премию Боуэра.